# Домси сир ле Во
Домси сир ле Во (фр. Domecy-sur-le-Vault) насеље је и општина у источном делу централне Француске у региону Бургоња, у департману Јон која припада префектури Авалон.
По подацима из 2011. године у општини је живело 102 становника, а густина насељености је износила 16,43 становника/km². Општина се простире на површини од 6,21 km². Налази се на средњој надморској висини од 327 метара (максималној 346 m, а минималној 167 m).

## Демографија
| 1962. | 1968. | 1975. | 1982. | 1990. | 1999. | 2011. |
| ----- | ----- | ----- | ----- | ----- | ----- | ----- |
| 73    | 99    | 86    | 80    | 87    | 104   | 102   |

График промене броја становника у току последњих година